# Coupe d'Allemagne masculine de handball
La Coupe d'Allemagne masculine de handball (DHB-Pokal) est une compétition de handball à élimination directe en Allemagne mise en place en 1975 à l'époque de l'Allemagne de l'Ouest.
Depuis 1993, les demi-finales et la finale se jouent en finale à quatre sur un week-end. Le vainqueur (ou à défaut le finaliste s'il est aussi Champion d'Allemagne) est qualifié en Coupe d'Europe des vainqueurs de coupe ou, depuis la réforme des Coupes d'Europe en 2012, en Coupe de l'EHF/Ligue européenne.
Vainqueur en 2015 de sa treizième Coupe d'Allemagne, le THW Kiel est le club le plus titré de la compétition.

## Palmarès
Jusqu'en 1991, la compétition ne réunit que les clubs d'Allemagne de l'Ouest, tandis qu'en République démocratique allemande, les clubs participent à la Coupe d'Allemagne de l'Est.
| Année                         | Vainqueur               | Score                   | Finaliste               |
| Finale en un seul match       | Finale en un seul match | Finale en un seul match | Finale en un seul match |
| ----------------------------- | ----------------------- | ----------------------- | ----------------------- |
| 1975                          | TSV Grün-Weiß Dankersen | 15 – 14                 | TSV 1896 Rintheim       |
| 1976                          | TSV Grün-Weiß Dankersen | 13 – 12                 | SG Dietzenbach          |
| 1977                          | VfL Gummersbach         | 16 – 14                 | TV Hüttenberg           |
| 1978                          | VfL Gummersbach         | 14 – 11                 | TV Hüttenberg           |
| 1979                          | TSV Grün-Weiß Dankersen | 19 – 14                 | THW Kiel                |
| 1980                          | TV Großwallstadt        | 17 – 15                 | TuS Nettelstedt         |
| Finale en matchs aller-retour |                         |                         |                         |
| 1981                          | TuS Nettelstedt         | 15 – 19 & 22 – 17       | VfL Günzburg            |
| 1982                          | VfL Gummersbach         | 18 – 19 & 18 – 12       | TV Großwallstadt        |
| 1983                          | VfL Gummersbach         | 15 – 14 & 23 – 16       | TUSEM Essen             |
| 1984                          | TV Großwallstadt        | 17 – 20 & 20 – 14       | Reinickendorfer Füchse  |
| 1985                          | VfL Gummersbach         | 20 – 16 & 30 – 19       | TV Großwallstadt        |
| 1986                          | MTSV Schwabing          | 32 – 29 & 16 – 18       | VfL Gummersbach         |
| 1987                          | TV Großwallstadt        | 16 – 15 & 21 – 22       | TuRU Düsseldorf         |
| 1988                          | TUSEM Essen             | 25 – 18 & 28 – 21       | SG Wallau-Massenheim    |
| 1989                          | TV Großwallstadt        | 21 – 21 & 21 – 18       | VfL Gummersbach         |
| 1990                          | TSV Milbertshofen       | 16 – 12 & 17 – 17       | THW Kiel                |
| 1991                          | TUSEM Essen             | 21 – 16 & 17 – 20       | TV Niederwürzbach       |

La réunification allemande ayant eu lieu au cours de l'édition 1990/91 (de), une « superfinale » a eu lieu avec le vainqueur de la Coupe d'Allemagne de l'Est (de) pour déterminer l'équipe qualifiée en Coupe d'Europe des vainqueurs de coupe : ainsi, le TUSEM Essen remporte ses deux matchs 25-21 puis 25-20 face au HC Preußen Berlin
L'édition 1991/92 (de) est ainsi la première de l'Allemagne réunifiée. Si la finale de cette édition est disputée en deux matchs (en l'occurrence, une séance de jets de 7 mètres s’avérera nécessaire pour départager les deux équipes), toutes les autres finale se sont ensuite disputées en un seul match :
| Année     | Vainqueur              | Score                           | Finaliste                     |
| --------- | ---------------------- | ------------------------------- | ----------------------------- |
| 1992      | TUSEM Essen            | 20 – 19 et 19 – 20 5 – 4tab     | SG Flensburg-Handewitt        |
| 1993      | SG Wallau-Massenheim   | 24 – 21                         | TSV Bayer Dormagen            |
| 1994      | SG Wallau-Massenheim   | 17 – 14                         | SG Flensburg-Handewitt        |
| 1995      | TBV Lemgo              | 24 – 18                         | HSV Düsseldorf                |
| 1996      | SC Magdebourg          | 20 – 18                         | TUSEM Essen                   |
| 1997      | TBV Lemgo              | 28 – 23 (14 – 11)               | HSG Dutenhofen/Müncholzhausen |
| 1998 (de) | THW Kiel               | 30 – 15 (11 – 06)               | TV Niederwürzbach             |
| 1999 (de) | THW Kiel               | 28 – 19 (14 – 09)               | TBV Lemgo                     |
| 2000 (de) | THW Kiel               | 26 – 25ap (20 – 20, 11 – 11)    | SG Flensburg-Handewitt        |
| 2001 (de) | VfL Bad Schwartau      | 26 – 22 (10 – 13)               | HSG Wetzlar                   |
| 2002 (de) | TBV Lemgo              | 25 – 23 (09 – 10)               | SC Magdebourg                 |
| 2003 (de) | SG Flensburg-Handewitt | 31 – 30ap (27 – 27, 16 – 12)    | TUSEM Essen                   |
| 2004 (de) | SG Flensburg-Handewitt | 29 – 23 (14 – 08)               | HSV Hambourg                  |
| 2005 (de) | SG Flensburg-Handewitt | 33 – 31 (16 – 13)               | THW Kiel                      |
| 2006 (de) | HSV Hambourg           | 26 – 25 (09 – 10)               | Rhein-Neckar Löwen            |
| 2007 (de) | THW Kiel               | 33 – 31 (15 – 19)               | Rhein-Neckar Löwen            |
| 2008 (de) | THW Kiel               | 32 – 29 (17 – 18)               | HSV Hambourg                  |
| 2009 (de) | THW Kiel               | 30 – 24 (15 – 12)               | VfL Gummersbach               |
| 2010 (de) | HSV Hambourg           | 34 – 33ap (30-30; 15-15)        | Rhein-Neckar Löwen            |
| 2011 (de) | THW Kiel               | 30 – 24 (16 – 13)               | SG Flensburg-Handewitt        |
| 2012 (de) | THW Kiel               | 33 – 31 (15 – 15)               | SG Flensburg-Handewitt        |
| 2013 (de) | THW Kiel               | 33 – 30 (12 – 16)               | SG Flensburg-Handewitt        |
| 2014 (de) | Füchse Berlin          | 22 – 21 (11 – 11)               | SG Flensburg-Handewitt        |
| 2015 (de) | SG Flensburg-Handewitt | 27 – 27ap (24–24, 11–11) 5–4tab | SC Magdebourg                 |
| 2016 (de) | SC Magdebourg          | 32 – 30 (14 – 12)               | SG Flensburg-Handewitt        |
| 2017 (de) | THW Kiel               | 29 – 23 (13 – 12)               | SG Flensburg-Handewitt        |
| 2018 (de) | Rhein-Neckar Löwen     | 30 – 26 (13 – 11)               | TSV Hannover-Burgdorf         |
| 2019 (de) | THW Kiel               | 28 – 24 (14 – 13)               | SC Magdebourg                 |
| 2020 (de) | TBV Lemgo              | 28 – 24 (15 – 12)               | MT Melsungen                  |
| 2021      | Pas de compétition     | Pas de compétition              | Pas de compétition            |
| 2022 (de) | THW Kiel               | 28 – 21 (12 – 13)               | SC Magdebourg                 |
| 2023 (de) | Rhein-Neckar Löwen     | 31 – 31ap (27–27, 16–13) 5–3tab | SC Magdebourg                 |
| 2024 (de) | SC Magdebourg          | 30 – 19 (13 – 11)               | MT Melsungen                  |
| 2025 (de) | THW Kiel               | 28 – 23 (10 – 9)                | MT Melsungen                  |

## Bilan
| Rang | Club                     | Finales gagnées | Finales gagnées                                                              | Finales perdues | Finales perdues                                      |
| Rang | Club                     | Nombre          | Années                                                                       | Nombre          | Années                                               |
| ---- | ------------------------ | --------------- | ---------------------------------------------------------------------------- | --------------- | ---------------------------------------------------- |
| 1    | THW Kiel T               | 13              | 1998, 1999, 2000, 2007, 2008, 2009, 2011, 2012, 2013, 2017, 2019, 2022, 2025 | 3               | 1979, 1990, 2005                                     |
| 2    | VfL Gummersbach          | 5               | 1977, 1978, 1982, 1983, 1985                                                 | 3               | 1986, 1989, 2009                                     |
| 3    | SG Flensburg-Handewitt   | 4               | 2003, 2004, 2005, 2015                                                       | 9               | 1992, 1994, 2000, 2011, 2012, 2013, 2014, 2016, 2017 |
| 4    | TV Großwallstadt         | 4               | 1980, 1984, 1987, 1989                                                       | 2               | 1982, 1985                                           |
| 5    | TBV Lemgo                | 4               | 1995, 1997, 2002, 2020                                                       | 1               | 1999                                                 |
| 6    | SC Magdebourg            | 3               | 1996, 2016, 2024                                                             | 5               | 2002, 2015, 2019, 2022, 2023                         |
| 7    | TUSEM Essen              | 3               | 1988, 1991, 1992                                                             | 3               | 1983, 1996, 2003                                     |
| 8    | GWD Minden               | 3               | 1975, 1976, 1979                                                             | 0               | -                                                    |
| 9    | HSV Hambourg             | 2               | 2006, 2010                                                                   | 2               | 2004, 2008                                           |
| 9    | SG Wallau-Massenheim     | 2               | 1993, 1994                                                                   | 1               | 1988                                                 |
| 9    | Rhein-Neckar Löwen       | 2               | 2018, 2023                                                                   | 3               | 2006, 2007, 2010                                     |
| 12   | TuS Nettelstedt-Lübbecke | 1               | 1981                                                                         | 1               | 1980                                                 |
| 12   | Füchse Berlin            | 1               | 2014                                                                         | 1               | 1984                                                 |
| 14   | MTSV Schwabing           | 1               | 1986                                                                         | 0               | -                                                    |
| 14   | TSV Milbertshofen        | 1               | 1990                                                                         | 0               | -                                                    |
| 14   | VfL Bad Schwartau        | 1               | 2001                                                                         | 0               | -                                                    |